# Gertrude Goldhaber

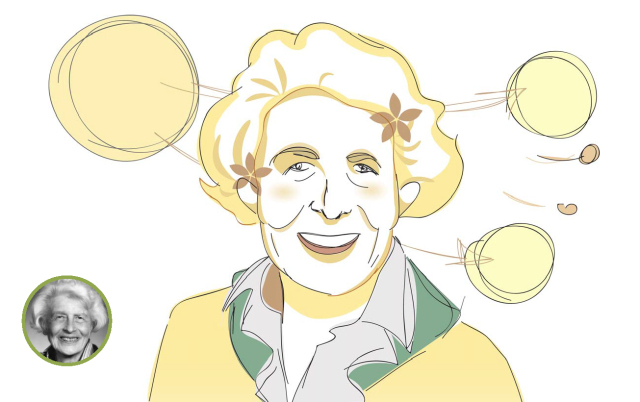
Gertrude Goldhaber

Gertrude Goldhaber (geborene Scharff, auch: Gertrude Scharff-Goldhaber; * 14. November 1911 in Mannheim; † 2. Februar 1998 in Patchogue, New York) war eine deutsch-amerikanische Kernphysikerin.

## Leben
1935 promovierte sie in München bei Walther Gerlach zum Dr. phil. 1939 emigrierte sie in die USA, da sie in Deutschland als Jüdin verfolgt wurde. Im selben Jahr heiratete sie den Kernphysiker Maurice Goldhaber. Seit 1962 arbeitete sie am Brookhaven National Laboratory bei New York, dessen Direktor ihr Mann seit 1961 war. Sie war Fellow der American Physical Society. 1972 wurde sie zum Mitglied der National Academy of Sciences gewählt.
1941 untersuchte sie die Wirkungsquerschnitte von Neutron-Proton-Streuung und der Reaktionen von Neutronen mit Kernen und 1942 Gammastrahlenemission und -absorption von Kernen. Dabei entdeckte sie, dass bei der spontanen Kernspaltung von Uran Neutronen freigesetzt werden. Das wurde damals geheim gehalten und erst 1946 veröffentlicht.